# Contea di Seneca (Ohio)
La contea di Seneca (in inglese Seneca County) è una contea dello Stato dell'Ohio, negli Stati Uniti. La popolazione al censimento del 2000 era di 58 683 abitanti. Il capoluogo di contea è Tiffin.